# Arádio Rufino (prefeito urbano)
Arádio Rufino (em latim: Aradius Rufinus) foi um oficial romano do século IV, ativo no reinado dos imperadores Juliano (r. 361–363), Joviano (r. 363–364), Valentiniano I (r. 364–375), Valente (r. 364–378), Graciano (r. 375–383) e Valentiniano II (r. 375–392).

## Vida

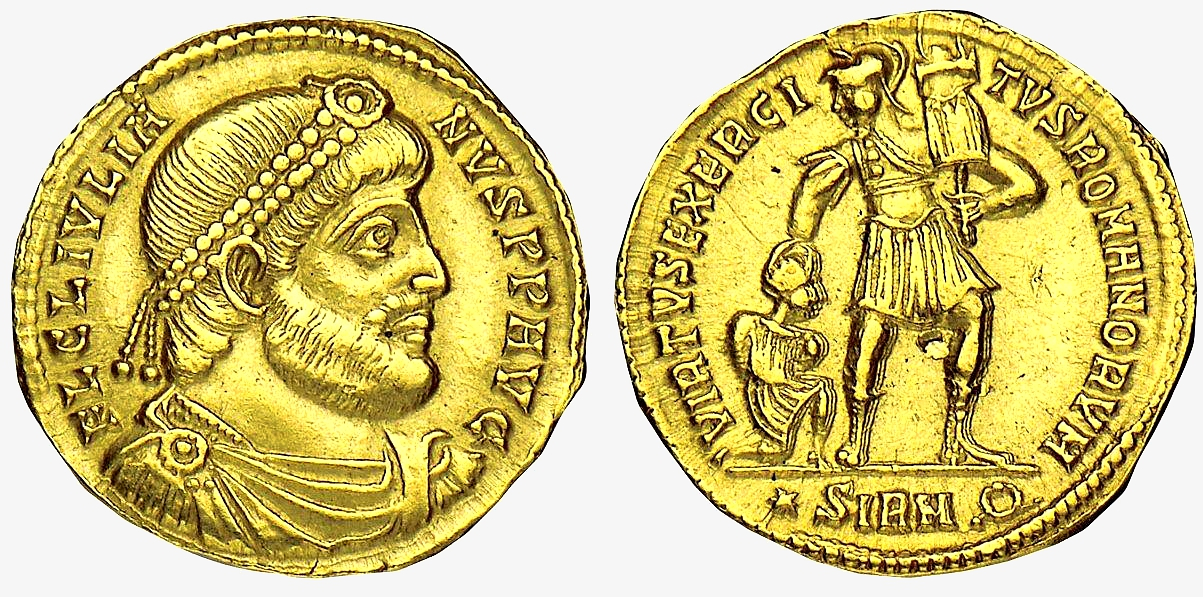
Soldo de r.

Rufino nasceu em Roma. Era neto de Arádio Rufino, cônsul em 310, e filho de Lúcio Arádio Valério Próculo, cônsul em 340. No fim de 362, Aproniano, Otaviano, Venusto e ele foram em embaixada a Antioquia para encontrar Juliano. Lá, foi promovido a conde do Oriente, ofício que ocupou entre 363 e 364. Foi à Mesopotâmia para apoiar Juliano em sua guerra contra o Império Sassânida e visitou o Templo de Asclépio de Tarso. O sofista Libânio lhe compôs panegírico (epístolas 1124 e 1135) e escreveu-lhe as epístolas 825, 1365, 1379 e 1380 enquanto estava em ofício e 1493 quando voltou para Roma; ainda foi mencionado na epístola 1319.
Em 376, era prefeito urbano de Roma. Já estava morto cerca de 401/2, quando suas filhas tinham propriedades na Apúlia. Foi um homem de cultura, que conhecida grego e latim e era pagão. Na epístola 825, Libânio afirmou que um ancestral seu governou em Antioquia e teve uma estátua erigida em sua honra.